# Seznam symphonicmetalových skupin
Seznam symphonicmetalových skupin a dalších skupin ovlivněných symphonic metalem.

## ...
- ...and Oceans (první alba; symphonic black metal)

## 0–9
- 13 Winters (symphonic black metal)

## A
- Abaddón (symphonic black metal)
- Abaddyon (symphonic progressive metal)
- Abonos (symphonic gothic metal)
- Adagio (symphonic progressive metal)
- Adastreia (symphonic gothic metal)
- Ador Dorath (symphonic doom/death metal)
- Adrana (operatic symphonic metal)
- Adyta (symphonic metal)
- Aeons Confer (symphonic black/death metal)
- Aesma Daeva (operatic symphonic metal)
- Aeternitas (symphonic gothic metal)
- After Forever (symphonic gothic metal)
- Agathodaimon (symphonic death/black metal)
- Akoma (symphonic gothic metal)
- Alas (operatic symphonic metal)
- Alghazanth (symphonic black metal)
- Alhana (symphonic power metal)
- Almora (symphonic power metal)
- Altharya (symphonic power metal)
- Amberian Dawn (symphonic power metal)
- Analgesia (symphonic metal)
- Ancient Bards (symphonic power metal)
- Angizia (symphonic folk metal)
- Angra (symphonic power metal/Progressive metal)
- Angtoria (symphonic metal)
- Anophia (symphonic gothic metal)
- Anorexia Nervosa (symphonic black metal)
- Antestor (symphonic black metal)
- Anthelion (symphonic black metal)
- Anthemon (symphonic doom metal)
- Apocalyptica (symphonic metal)
- Aquaria (symphonic power metal)
- Arcane Grail (symphonic black metal)
- Arcturus (první alba; symphonic black metal)
- Arthemesia (symphonic black metal)
- Archemenia (symphonic black metal)
- At the Lake (symphonic metal)
- At Vance (symphonic power metal)
- Atargatis (symphonic metal)
- Auracle (symphonic metal)
- Autumn (symphonic metal)
- Avantasia (symphonic power metal)
- Avrigus (symphonic doom/gothic metal)
- Ayin Aleph (symphonic progressive metal)
- Ayreon (symphonic progressive metal)

## B
- Bal-Sagoth (symphonic black metal)
- Baranduin (symphonic folk/black metal)
- Bare Infinity (symphonic metal)
- Barroquejón (symphonic power metal)
- Battlelore (symphonic power/viking metal)
- Benighted Soul (symphonic metal)
- Beto Vázquez Infinity (symphonic power metal)
- The Black Mages (symphonic progressive metal)
- Black Messiah (symphonic black metal)
- Blackthorn (symphonic gothic metal)
- Blind Guardian (pozdější alba; symphonic power metal)
- Bob Katsionis (symphonic progressive metal)
- Borknagar (symphonic black metal)
- Bride Adorned (symphonic power metal)

## C
- Capitollinum (symphonic black metal)
- Carpathian Forest (novější alba; symphonic black metal)
- Catharsis (symphonic power metal)
- Celesty (symphonic power metal)
- Celtic Frost (symphonic black/thrash metal)
- Cernunnos (symphonic black/death metal)
- Chthonic (symphonic black metal)
- Concerto Moon (neo-classical symphonic metal)
- Courthouse (symphonic power metal)
- Cradle of Filth (symphonic black metal)
- Creatures of Dawn (symphonic metal)
- Crimfall (symphonic viking metal)
- Cruentuz (symphonic power metal)
- Crystal Abyss (symphonic black/death metal)

## D
- D'arch (symphonic gothic metal)
- Dark Lunacy (symphonic death metal)
- Dark Mirror ov Tragedy (Symphonic Black/Gothic/Death Metal)
- Dark Moor (symphonic power metal)
- Darkane (první alba; symphonic death metal)
- Darkwoods My Betrothed (symphonic black metal)
- Darzamat (symphonic black/gothic metal)
- Dawn of Dreams (symphonic gothic metal)
- Deborah (symphonic black metal)
- Delain (symphonic metal)
- Demether (symphonic gothic/power metal)
- Demonic Symphony (symphonic gothic metal)
- Derdian (symphonic power metal)
- Devil Doll (symphonic progressive metal)
- Diabolical Masquerade (symphonic black metal)
- Diablo Swing Orchestra (symphonic avant-garde metal)
- Dimmu Borgir (symphonic black metal)
- Divine Symphony (symphonic black metal)
- Divinefire (symphonic power metal)
- Dol Ammad (symphonic progressive metal with electronic influences)
- Dominia (symphonic death/gothic metal)
- Dominus Inferi (symphonic metal)
- Dornenreich (symphonic black metal)
- Dotma (symphonic metal)
- Dragonland (symphonic power metal)
- Dragonlord (symphonic black/thrash metal)
- Drayvarg (symphonic black metal)
- Dream Ocean (symphonic metal)
- Dreams of Sanity (symphonic gothic metal)
- Dremora (symphonic gothic metal)
- Dunwich (symphonic gothic metal)
- Dying Tears (symphonic doom/gothic metal)

## E
- Eärendil (symphonic gothic/power metal)
- Edenbridge (symphonic power metal)
- Echos of Silence (symphonic black metal)
- Echoterra (symphonic heavy metal)
- Elffor (symphonic black metal)
- Elis (symphonic heavy/gothic metal)
- Elnordia (symphonic death metal)
- Emperor (symphonic black metal)
- Empyrium (symphonic doom metal)
- Endoras (symphonic power metal)
- Enslavement of Beauty (symphonic black metal)
- Epica (symphonic metal)
- Epiclore (symphonic atmospeheric metal)
- Equilibrium (symphonic black metal)
- Essence of Existence (symphonic black/death metal)
- Estatic Fear (symphonic doom metal)
- Eternal Legacy (symphonic power metal)
- Eternal Tears of Sorrow (symphonic death metal)
- Eternity (symphonic heavy metal)
- Everlasting Tale (symphonic epic metal)
- Evilfeast (symphonic black metal)
- Ex Libris (symphonic gothic metal)
- Exordum (symphonic metal)
- Exsecror Vecordia (symphonic gothic metal)

## F
- Fairyland (symphonic power metal)
- Fleshgod Apocalypse (symphonic technical death metal)
- For My Pain... (symphonic gothic metal)
- Freedom Call (symphonic power metal)

## G
- Gamalyel (symphonic power metal)
- The Gathering (první alba; symphonic doom/progressive metal)
- Gloomy Grim (symphonic black metal)
- Graveworm (symphonic black metal)
- Guardinals (symphonic gothic metal)
- Gwydion (atmospheric symphonic black metal)
- Gwyllion (symphonic power metal)

## H
- Haggard (symphonic metal)
- Hamka (symphonic metal)
- HB (symphonic power metal)
- Heaven Rain (symphonic power metal)
- Heavenly Bride (symphonic gothic metal)
- Hecate Enthroned (symphonic black/pagan metal)
- Hellveto (symphonic black metal)
- Hevein (symphonic thrash metal)
- Hollenthon (symphonic black metal)
- HolyHell (symphonic power metal)

## I
- Illumimata (symphonic gothic metal)
- Imperanon (symphonic death metal)
- Imperia (symphonic gothic metal)
- Insomnium (symphonic death metal)
- Interitus (symphonic doom/death metal)

## K
- Kalmah (symphonic death metal)
- Kamelot (symphonic power metal)
- Katra (symphonic gothic metal)
- Kerion (symphonic power metal)
- Krypteria (symphonic metal)

## L
- Lacrimosa (novější alba; symphonic gothic metal)
- Leaves' Eyes (symphonic metal)
- Legenda Aurea (symphonic power metal)
- Limbonic Art (symphonic black metal)
- Lothlorien (symphonic death metal)
- Luca Turilli (symphonic power metal)
- Luca Turilli's Dreamquest (symphonic power metal)
- Lunatica (symphonic atmospheric metal)
- Lux Occulta (symphonic black metal)

## M
- Magica (symphonic metal)
- Manic Movement (symphonic gothic metal)
- Manowar (současná alba; symphonic power metal)
- Metallica's S & M Album (symphonic thrash/heavy meta/hard rock)
- Midnattsol (symphonic metal)
- Moi dix Mois (symphonic metal)
- Moonspell (?)
- Morgul (symphonic black metal)
- Mortemia (symphonic gothic metal)
- The Murder of My Sweet (symphonic gothic metal)

## N
- Necromantia (symphonic black metal)
- Nemesea (symphonic gothic metal)
- Nevergreen (symphonic gothic metal)
- Nightfall (symphonic black metal)
- Nightwish (symphonic metal)
- Northern Kings (symphonic power metal)
- Nostra Morte (symphonic gothic metal)

## O
- Offertorium (symphonic metal)
- Opera IX (symphonic black metal)
- Operatica (symphonic metal)

## P
- Pain of Salvation (album BE; symphonic progressive metal)

## R
- Rage (symphonic metal)
- Rain Fell Within (symphonic metal)
- Rhapsody of Fire (symphonic power metal)
- Ride the Sky (symphonic progressive/power metal)
- Rosa Nocturna (symphonic folk metal)
- Rotting Christ (symphonic black metal)

## S
- Savatage (symphonic progressive/power metal)
- Saviour Machine (symphonic metal)
- Scars of Chaos (symphonic extreme metal)
- Season of Mourning (symphonic doom/gothic metal)
- Secret Sphere (symphonic power metal)
- Segle XIII (symphonic metal)
- Septicflesh (symphonic death metal)
- Seraphim (symphonic power metal)
- Shining Star (symphonic power metal)
- Schwardix Marvally (symphonic power metal)
- Silentivm (symphonic gothic metal)
- The Sins of Thy Beloved (symphonic gothic/doom metal)
- Sirenia (symphonic metal)
- Skyfire (symphonic death/power metal)
- Sobre Nocturne (symphonic doom metal)
- Sonata Arctica (symphonic power metal)
- Sonata Nocturna (symphonic gohic metal)
- Star One (symphonic metal)
- Stormwind (symphonic power metal)
- Stratovarius (symphonic power metal)
- Stravaganzza (symphonic metal)
- Stream of Passion (symphonic metal)
- Summoning (symphonic black metal)
- Sunterra (symphonic gothic/death metal)
- Susperia (symphonic black metal)
- Suspyre (symphonic progressive metal)
- Sylver Myst (symphonic gothic metal)
- Symphony of Dusk (symphonic gothic metal)
- Symphony X (symphonic progressive/power metal)

## T
- Tacere (symphonic metal)
- Tarja (symphonic rock/metal)
- Theatre of Tragedy (symphonic gothic/doom metal)
- Theatres des Vampires (symphonic black/gothic metal)
- Therion (symphonic metal)
- Thy Majestie (symphonic power metal)
- Thy Serpent (symphonic black metal)
- Tiamat (první alba; symphonic gothic/doom metal)
- Trail of Tears (symphonic gothic/black metal)
- Trans-Siberian Orchestra (symphonic power metal)
- Tristania (symphonic gothic/doom metal)
- Tvangeste (symphonic black metal)
- Twilight Ophera (symphonic black metal)
- Twilight Force (symfonický speed metal)
- Tystnaden (symphonic gothic metal)

## U
- UnSun (symphonic gothic/heavy metal)

## V
- Versailles (symphonic power metal)
- Vesania (symphonic black/death metal)
- Vesperian Sorrow (symphonic black metal)
- Victor Smolski (symphonic progressive metal)
- Virgin Black (symphonic gothic-doom metal)
- Virtuocity (symphonic power metal)
- Visions of Atlantis (symphonic power metal)
- Voices of Destiny (symphonic heavy metal)

## W
- White Light (symphonic metal)
- Wishmasters (symphonic metal)
- Welicoruss (symphonic black metal)
- Winds of Plague (symphonic death/metalcore)
- Wintersun (symphonic extreme/progressive metal)
- Within Temptation (symphonic gothic rock/metal)
- Wuthering Heights (symphonic power/folk metal)

## X
- X Japan (symphonic progressive/power metal)
- Xandria (symphonic metal)
- Xystus (symphonic progressive metal)